# Olympische Zwischenspiele 1906/Teilnehmer (Osmanisches Reich)
| Gelbes Symbol für Goldmedaillen mit stilisierten Olympischen Ringen | Graues Symbol für Silbermedaillen mit stilisierten Olympischen Ringen | Braundes Symbol für Bronzemedaillen mit stilisierten Olympischen Ringen |
| ------------------------------------------------------------------- | --------------------------------------------------------------------- | ----------------------------------------------------------------------- |
| —                                                                   | 1                                                                     | 1                                                                       |

Das Osmanische Reich nahm an den Olympischen Zwischenspielen 1906 in Athen, Griechenland, offiziell mit zwei Teilnehmern teil. Die weiteren hier aufgeführten Athleten, die eine Silber- und eine Bronzemedaillen erzielten, stammen von zwei Fußballmannschaften, die für die Städte Smyrna und Saloniki antraten, die seinerzeit zum Osmanischen Reich gehörten. Da bei den ersten Olympischen Spielen das Konzept von nationalen Mannschaften noch keine bestimmende Rolle spielte, werden die Medaillen in den Mannschaftssportarten dem Land zugeordnet, aus dem der Verein stammt. Die Mannschaft aus Smyrna bestand aus ortsansässigen Franzosen und Engländern. Die Mannschaft aus Saloniki bestand komplett aus Spielern des dort ansässigen Vereins Omilos Filonuson, dessen Spieler allesamt Griechen waren. Lediglich ein Spieler des Vereins aus Smyrna sowie ein weiterer Leichtathlet konnten dem Osmanischen Reich hinzugezählt werden.

## Medaillengewinner

### Zweiter
| Name | Sportart | Wettkampf |
| --- | -------- | --------- |
| Edwin Charnaud (Torwart) Percy de la Fontaine Edmund Giraud Jim Giraud Henry Joly Zareck Couyoumdzian Albert Whittal Donald Whittal Edward Whittal Godfrey Whittal Herbert Whittal | Fußball  | Männer    |

### Bronze
| Name | Sportart | Wettkampf |
| --- | -------- | --------- |
| John Abbot Andonios Karayanidis John Kirou Dimitrios Militsopoulos Nikolaos Pendakis Nikolaos Pindos John Saridakis George Soririadis Andonios Tegos George Vaporis (Torwart) Vasilios Zarkadis | Fußball  | Männer    |

## Teilnehmer nach Sportarten

### Fußball
- Zweiter
 Edwin Charnaud (Torwart)
 Percy de la Fontaine
 Eduard Girard
 Jacques Girard
 Henry Joly
 Zareck Couyoumdzian
 Albert Whittal
 Donald Whittal
 Edward Whittal
 Godfrey Whittal
 Herbert Whittal

- Dritter
 John Abbot
 Andonios Karayanidis
 John Kirou
 Dimitrios Militsopoulos
 Nikolaos Pendakis
 Nikolaos Pindos
 John Saridakis
 George Soririadis
 Andonios Tegos
 George Vaporis (Torwart)
 Vasilios Zarkadis

### Leichtathletik
- Vahram Papazyan
800 m: Vorrunde
1500 m: Vorrunde